# Cryphia aerumna
Cryphia aerumna är en fjärilsart som beskrevs av Culot. Cryphia aerumna ingår i släktet Cryphia och familjen nattflyn. Inga underarter finns listade i Catalogue of Life.